# Virola loretensis
Virola loretensis là một loài thực vật có hoa trong họ Myristicaceae. Loài này được A.C. Sm. miêu tả khoa học đầu tiên năm 1931.